# Eduard Knoch
Eduard Knoch (* 19. Juni 1814 in Schilbach; † 6. Mai 1891 in Blankenburg) war Kaufmann und Mitglied des Deutschen Reichstags.

## Leben
Knoch war der Sohn von Philipp Knoch und dessen Ehefrau Susanne Christiane geborene Müller. Seine Brüder Gustav und Heinrich wurden Landtagsabgeordnete.
Knoch besuchte das Gymnasium in Schleiz und absolvierte eine kaufmännische Ausbildung in verschiedenen Handelshäusern in Magdeburg. Später war er als Kaufmann in Magdeburg und in Hamburg tätig. Seit 1864 zog er sich, wegen seiner angegriffenen Gesundheit aus dem Geschäftsleben zurück. 1868 wurde er zum Landtagsabgeordneten im Landtag Schwarzburg-Rudolstadt und 1870 zum Landtagspräsidenten von Schwarzburg-Rudolstadt gewählt, er blieb dies bis zu seinem Ausscheiden 1878.
Von 1878 bis 1881 war er Mitglied des Deutschen Reichstags für den Reichstagswahlkreis Fürstentum Schwarzburg-Rudolstadt und die Nationalliberale Partei.